# Rio Wokiro
O Rio Wokiro é um rio sazonal na Eritreia. O rio termina no norte de Maçuá, desaguando no Mar Vermelho. No seu curso, o rio sofre uma fusão com o rio Wadi Laba.